# Eugénie Le Brun
Eugénie Le Brun, também conhecida como Madame Rushdi (Paris, França, 1873 - Cairo, Egito, 16 de outubro de 1908), foi uma das primeiras intelectuais feministas egípcias, influente anfitriã do primeiro salão literário para mulheres na cidade do Cairo, autora e amiga íntima da activista Huda Sha'arawi. Era parente de Charles Le Brun, famoso pintor francês, considerado por Luís XIV o “melhor artista francês de todos os tempos” e da pintora francesa Élisabeth-Louise Vigée-Le Brun, também conhecida como Madame Lebrun.

## Biografia

#### Primeiros Anos de Vida
Nascida em França, em 1873, Eugénie Le Brun foi criada no seio de uma família de classe média alta, com uma elevada reputação na sociedade francesa, sendo familiar de Jean-Baptiste-Pierre Le Brun, famoso negociante de arte, Élisabeth-Louise Vigée-Le Brun, retratista oficial da rainha Maria Antonieta, Eugénie Tripier-Le-Franc, pintora francesa, e de Charles Le Brun, retratista oficial do rei Luís XIV e um dos mais influentes pintores franceses do século XVII. Apesar de Eugénie ter frequentado desde muito cedo os círculos intelectuais da elite francesa, assim como ter tido acesso à educação, algo raro para o sexo feminino ainda durante o século XIX, sendo tradicionalmente reservado a homens de famílias com posses ou da alta sociedade, devido à pouca segurança financeira da sua família, sendo considerada de clásse média, Eugénie cresceu sabendo que o seu futuro na sociedade estava totalmente condicionado pela posição social ou poder económico do seu futuro marido.
Durante os últimos anos da sua adolescência, Le Brun conheceu Husayn Rushdi Pasha, um proeminente proprietário de terras egípcio, de ascendência turca, que partira da cidade do Cairo, Egito, para estudar Direito em Genebra e Paris, e apaixonada, pediu a aprovação da sua família para com ele se casar. Apesar de alguma inicial relutância, por este ser estrangeiro e de uma religião diferente, Eugénie conseguiu o aval devido à fortuna do seu pretendente, casando-se com Rushdi poucos meses depois. Alguns anos depois, o casal partiu para o Cairo quando Rushdi terminou os seus estudos, em 1892. Posteriormente, Husayn Rushdi assumiu o cargo de primeiro-ministro egípcio de 1914 a 1917.

#### Islamismo, Feminismo e Atividades Intelectuais

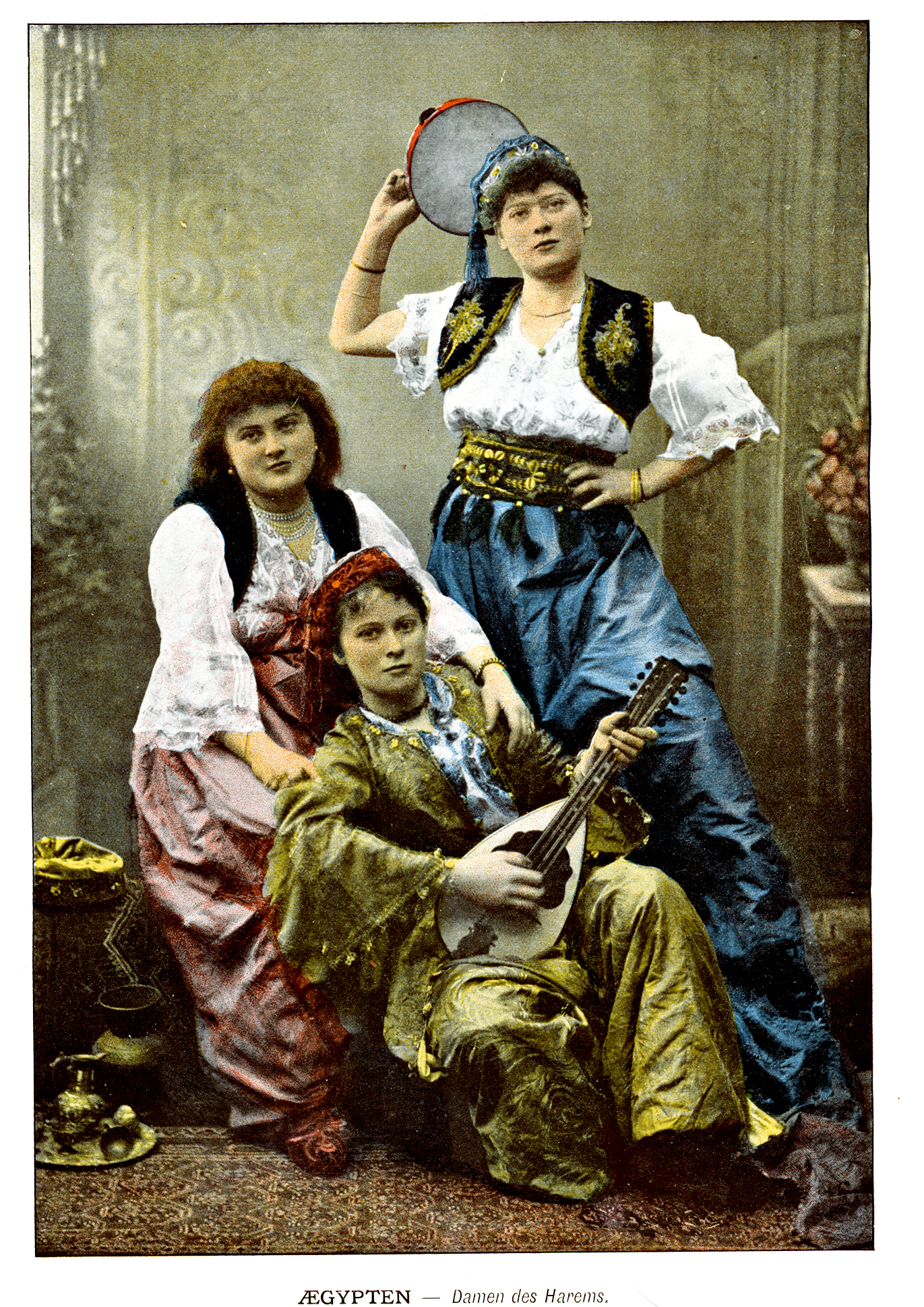
Retrato de mulheres egípcias num harém (1890)

Após se fixar no Egito com o seu marido, e realizar o estudo religioso obrigatório para as mulheres estrangeiras ou casadas fora da religião, Le Brun converteu-se ao islamismo. Segundo a própria, ao contrário do que inicialmente pensara, fruto da crença popular ocidental e cristã com que crescera, por meio de uma investigação cuidadosa do Alcorão, Le Brun entendeu que o Islão poderia ser uma força libertadora e até conceder às mulheres muitos direitos importantes a estas, desde que não fossem deturpados. Como tal, desde então, tomou com forte interesse a justiça islâmica para as mulheres, dirigindo-se frequentemente aos tribunais para aprender com os processos judiciais. Rapidamente, Eugénie Le Brun denotou importantes falhas nas leis e tentou enfatizar a distinção entre o Islão como religião e «as distorções que os estabelecimentos religiosos corruptos e figuras poderosas haviam introduzido nele», escrevendo sobre os abusos percebidos dos direitos conjugais das mulheres que havia testemunhado nas decisões dos juízes no seu livro Harem et les Musulmanes. Durante esse mesmo período, Le Brun argumentou ainda que, à epóca, muitas das práticas egípcias comumente atribuídas à religião eram na verdade apenas convenções sociais, sendo ainda especificamente referido que a obrigatoriedade do uso do véu ou do hijab na via pública e a prática da reclusão das mulheres não eram exigidos no islamismo.
Tendo vivenciado na primeira pessoa o sistema dos haréns ao se mudar para o Cairo, devido à tradição e classe social da família de Rushdi, Eugénie Le Brun constatou que o foco das autoridades ocidentais em acabar com a sua prática era algo errôneo, confirmando que apesar de serem um forte indicativo de um sistema social mais amplo de exclusão das mulheres da esfera pública, não eram prostíbulos como muitas vezes eram referidos em França. Em Harem et les Musulmanes, Le Brun argumentou que a política ocidental mistificava o que era simplesmente a parte da casa onde as mulheres e as crianças conduziam as suas vidas diárias «(...) [tendo estas negociado] lugares para si mesmas entre as escolhas disponíveis a elas, de maneiras moderadas, por seus graus de acesso a recursos e privilégios». Publicamente, Le Brun criticou ainda a impressão ocidental de que as mulheres europeias eram todas livres, enquanto as mulheres árabes eram oprimidas, explicando que as mulheres na Europa e nos Estados Unidos precisavam tanto da ajuda das feministas árabes quanto o contrário. Ainda sobre este tema, Eugénie Le Brun confessou que por inúmeras ocasiões se refugiava nos costumes egípcios de segregação de gênero para evitar o assédio sexual de homens europeus.
Por acreditar que a melhor forma de negociar a separação entre as esferas pública e privada era por meio de atividades intelectuais, Eugénie Le Brun decidiu hospedar um salão literário feminino com encontros semanais em sua casa, tornando-se num dos principais pontos de encontro para as mulheres da cidade do Cairo a partir de meados da década de 1890. Embora focados principalmente no discurso literário, os tópicos do salão frequentemente discutiam assuntos políticos intensos para além de muitos outros temas, desde o feminismo ao cinema, passando para a interpretação dos sonhos ou até mesmo várias filosofias, tais como as de Karl Marx.
Além das reuniões semanais em salões, Le Brun também defendia a educação das mulheres, afirmando que, embora estivesse estipulado pela sociedade que «o primeiro dever de uma mulher seja para com sua família, ela pode cumprir esse dever melhor se for bem educada». Decidida a explorar o tema para a sua segunda obra, de nome Les Repudiees, Eugénie Le Brun começou a estudar a vida de várias mulheres de diferentes classes sociais, que trabalhavam e eram chefes de família autossustentáveis, após terem ficado viúvas ou simplesmente terem sido abandonadas pelos maridos. No final do seu estudo, concluiu que as mulheres pobres sofriam muito mais dificuldades, sendo sujeitas a trabalhos mais penosos e mal remunerados, sendo ainda alvo de maiores injustiças e discriminação por parte da sociedade de então, devido à sua fraca ou inexistente escolariedade, sendo portanto um dever moral fornecer educação a todas as mulheres, independentemente da sua classe social.

#### Amizade com Huda Sha'arawi

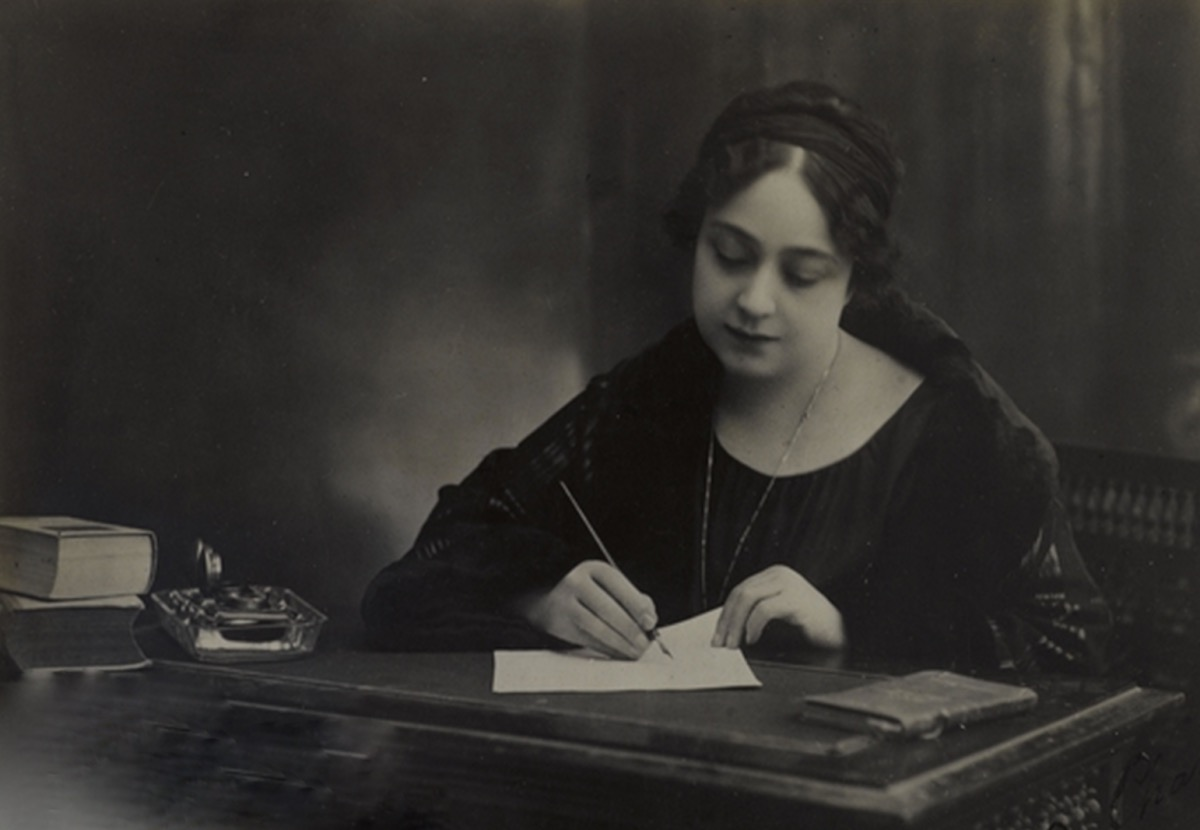
Retrato da activista Huda Sha'arawi

Após se ter mudado para o Egito, Le Brun conheceu, durante uma festa de casamento, a feminista egípcia e líder nacionalista Huda Sha'arawi, com a qual desenvolveu ao longo de largos anos uma forte e próxima amizade. Sha'arawi que costumava frequentar os salões hospedados por Le Brun na década de 1890, via Eugénie Le Brun como uma mentora inestimável, tendo um efeito duradouro no seu desenvolvimento intelectual e social, acabando mesmo por ser convencida por esta de que o véu atrapalhava o avanço das mulheres egípcias, sendo o seu uso obrigatório nos locais públicos uma distorção do Alcorão para além de uma lei que pretendia subjugar e controlar a condição da mulher na sociedade. Esse acontecimento, levou Huda Sha'arawi a anos mais tarde retirar o hijab que tradicionalmente usava e o pisar na via pública, provocando o choque e, ao mesmo tempo, o apoio das pessoas em redor. Anos mais tarde, Huda fundou a União Feminista Egípcia, uma organização afiliada à Aliança Internacional pelo Sufrágio Feminino (designada atualmente por Aliança Internacional da Mulher).
Pouco após a morte de Le Brun em 1908, Sha'arawi escreveu nas suas memórias: «Passei a confiar fortemente no seu bom conselho, mas mesmo depois da sua morte, senti o seu espírito iluminar o caminho diante de mim. Quando eu estava prestes a embarcar em algo, muitas vezes parava para me perguntar o que ela pensaria, e se eu sentisse a sua aprovação, eu continuaria».

## Obras
Ao longo da sua vida, Eugénie Le Brun escreveu dois livros, vários artigos e inúmeras cartas, sobre diferentes temas, contudo todos considerados bastante polémicos ora no mundo do Médio Oriente, ora na Europa. De modo a não sofrer represálias ou prejudicar a reputação da família de seu marido, Le Brun costumava utilizava o pseudônimo Mme. Rachid-Pacha Niya Salima e optava por publicar esses mesmos livros em França.
- Harem et les Musulmanes (1902), por Rachid-Pacha Niya Salima -Félix Juven - ISBN 0253313414[5]

- Les Repudiees (1908), por Rachid-Pacha Niya Salima - Société d'Edition et de Publications - OCLC 492718089